# 배럿 M95
배럿 M95(Barrett M95)는 배럿 화기사에서 설계 및 생산한 12.7×99mm NATO 탄약을 채용한 불펍 디자인의 볼트액션 저격 소총이다.
배럿 M82A1을 기초로 불펍 디자인과 볼트 액션의 작동 방식을 적용한 모델로 1990년에 개발, 생산되었다. 반으로 줄어 5발이 기계식 조준기가 제거되어 피카티니 레일에 설치된 광학 조준기로만 사격하도록 바뀌었다. 부동식 총열과 내장된 소염기과 5발 들이 탄창을 사용한다.
1995년 M95로 개량되어 생산되었다. 총열이 크로뮴으로 도금되고 볼트 손잡이의 디자인 변경, 탄창 꽂이와 권총 손잡이의 간격이 1인치(25 mm)가량 늘어났다. 그에 따라 배럿 M90의 생산은 멈췄고 배럿 M95로 대체되었다.

## 같이 보기
- 배럿 M82